# De Optimo Genere Oratorum
De Optimo Genere Oratorum, ofwel Over de beste redenaars is een werk van Cicero dat hij schreef in 46. De beste redenaar heeft volgens Cicero onder meer de volgende eigenschappen:
- Volledige beheersing van de kunst van de retorica
- Kennis van alle maatschappelijke onderwerpen
- Zedelijk hoogstaand persoon, nuttig voor de samenleving

Dit naast de algemene kwaliteiten van de redenaar:
- Ingenium: aanleg
- Ars Rhetorica: kennis van de retorische theorie
- Exercitatio: oefening